# Berättare
En berättare är en term inom narratologin. Den betecknar den röst som i ord, i en fiktiv framställning, presenterar en berättelse. Den ska urskiljas från termen författare som betecknar den historiska figuren som har skrivit berättelsen.
Det finns olika typer av berättare. Bland annat kan berättaren verka i jag-form.